# Piłkarski Turniej na Cyprze 1999
Piłkarski Turniej na Cyprze 1999 – turniej towarzyski na Cyprze rozegrano po raz trzeci w 1999 roku. Uczestniczyły w nim cztery reprezentacje narodowe: gospodarzy, Grecji, Belgii i Finlandii.

## Mecze

### Półfinały
| 3 lutego Larnaka Cypr |  | Grecja | 2 | - | 1 (0-0) | Finlandia |

| 3 lutego Limassol |  | Cypr | 0 | - | 1 (0-0) | Belgia |

### O trzecie miejsce
| 5 lutego Paralimni |  | Cypr | 2 | - | 1, po dogrywce (1-1, 1-1) | Finlandia |

### Finał
| 5 lutego Nikozja Cypr |  | Belgia | 0 | - | 1 (0-0) | Grecja |  |

Triumfatorem piłkarskiego turnieju na Cyprze 1999 została reprezentacja Grecji.